# Przylesie (jezioro)
Przylesie (Jezioro Przyleśne) – jezioro w Krainie Wielkich Jezior Mazurskich, w gminie Orzysz, powiat piski, województwo warmińsko-mazurskie, pomiędzy Jeziorem Kęplastym (na południowym wschodzie), a Jeziorem Błękitnym (na północnym zachodzie), które są połączone ze sobą ciekiem wodnym zwanym Rzeźnicką Strugą. Jezioro jest praktycznie oczkiem wodnym wśród naturalnego lasu. Jest to jezioro mezotroficzne o bardzo czystej wodzie, o czym świadczą m.in. licznie występujące ramienice, tworzące podwodne, zwarte skupiska, zwane łąkami ramienicowymi. Na jeziorze pływa również wąski pas pła torfowiskowego z nerecznicą błotną i fiołkiem błotnym. Nad brzegiem jeziora rosną dorodne świerki, czasem można natknąć się na ponad stuletnią sosnę.